# Jozef Van Bree
Jozef (Jef) Van Bree (Hamont, 19 september 1939 – Pelt, 8 september 2024) was een Belgisch senator.

## Levensloop
Van Bree volgde klassieke humaniora aan het Sint-Hubertuscollege van Neerpelt en volgde daarna in Antwerpen een regentaat Nederlands-Engels-Geschiedenis. Vervolgens werkte hij van 1965 tot 1988 als leraar, de eerste jaar van zijn loopbaan in Zaïre. Van 1977 tot 1978 nam hij loopbaanonderbreking om als stafmedewerker aan de slag te gaan op het kabinet van Volksunie-minister Rik Vandekerckhove.
Tijdens zijn studententijd kreeg hij sympathie voor het Vlaams-nationalisme uit verontwaardiging over de toenmalige sociale achterstand van Vlaanderen. Hij trad toe tot de Volksunie en werd actief in verschillende radicaal nationalistische verenigingen. Midden jaren 1960 werd hij bestuurslid van de VU-afdeling van Tongeren. Na zijn verhuis naar Overpelt in 1972 werd hij daar bestuurslid van de plaatselijke VU-afdeling. Van 1977 tot 2018 was Van Bree gemeenteraadslid van Overpelt, onderbroken door de periode 1991-1994, en van 1983 tot 1988 was hij er schepen van Leefmilieu, Ruimtelijke Ordening en Openbare Werken. Nadat Overpelt opging in Pelt, was Van Bree van januari 2019 tot aan zijn overlijden in september 2024 gemeenteraadslid van deze gemeente. Tevens was hij van 1978 tot 1990 provincieraadslid van Limburg.
Van 1988 tot 1990 werkte hij als stafmedewerker bij Vlaams minister Johan Sauwens. Vervolgens zetelde hij in opvolging van de overleden Rik Vandekerckhove van 1990 tot 1991 in de Belgische Senaat als rechtstreeks verkozen senator voor het arrondissement Hasselt-Tongeren-Maaseik. In de periode oktober 1990-november 1991 had hij als gevolg van het toen bestaande dubbelmandaat ook zitting in de Vlaamse Raad. De Vlaamse Raad was vanaf 21 oktober 1980 de opvolger van de Cultuurraad voor de Nederlandse Cultuurgemeenschap, die op 7 december 1971 werd geïnstalleerd, en was de voorloper van het huidige Vlaams Parlement. Na zijn ambt als parlementslid was hij van 1991 tot 1994 opnieuw provincieraadslid van Limburg, alsook gedeputeerde van de provincie. Nadien was hij van 1994 tot 1997 kabinetsmedewerker bij Brussels staatssecretaris Vic Anciaux.
Nadat de Volksunie uiteenviel, werd hij in 2003 lid van het Vlaams Blok en vervolgens het Vlaams Belang. Van 2005 tot 2011 was Van Bree voorzitter van de Limburgse provinciale afdeling van de partij. Voor het VB zetelde hij van 2006 tot 2012 opnieuw in de provincieraad van Limburg. Nadien was Van Bree actief voor de lokale partij Lijst Vissers.
Van Bree was getrouwd en kreeg een dochter.